# Lotsenbrüderschaft Emden
Die Lotsenbrüderschaft Emden ist eine der sieben Lotsenbrüderschaften der Seelotsen in Deutschland. Ihre genossenschaftlich organisierten Mitglieder übernehmen Lotsaufgaben zwischen dem Seegebiet vor den Inseln Borkum und Juist und auf der Ems bis zum Hafen von Papenburg. Sie werden auch Emslotsen genannt.

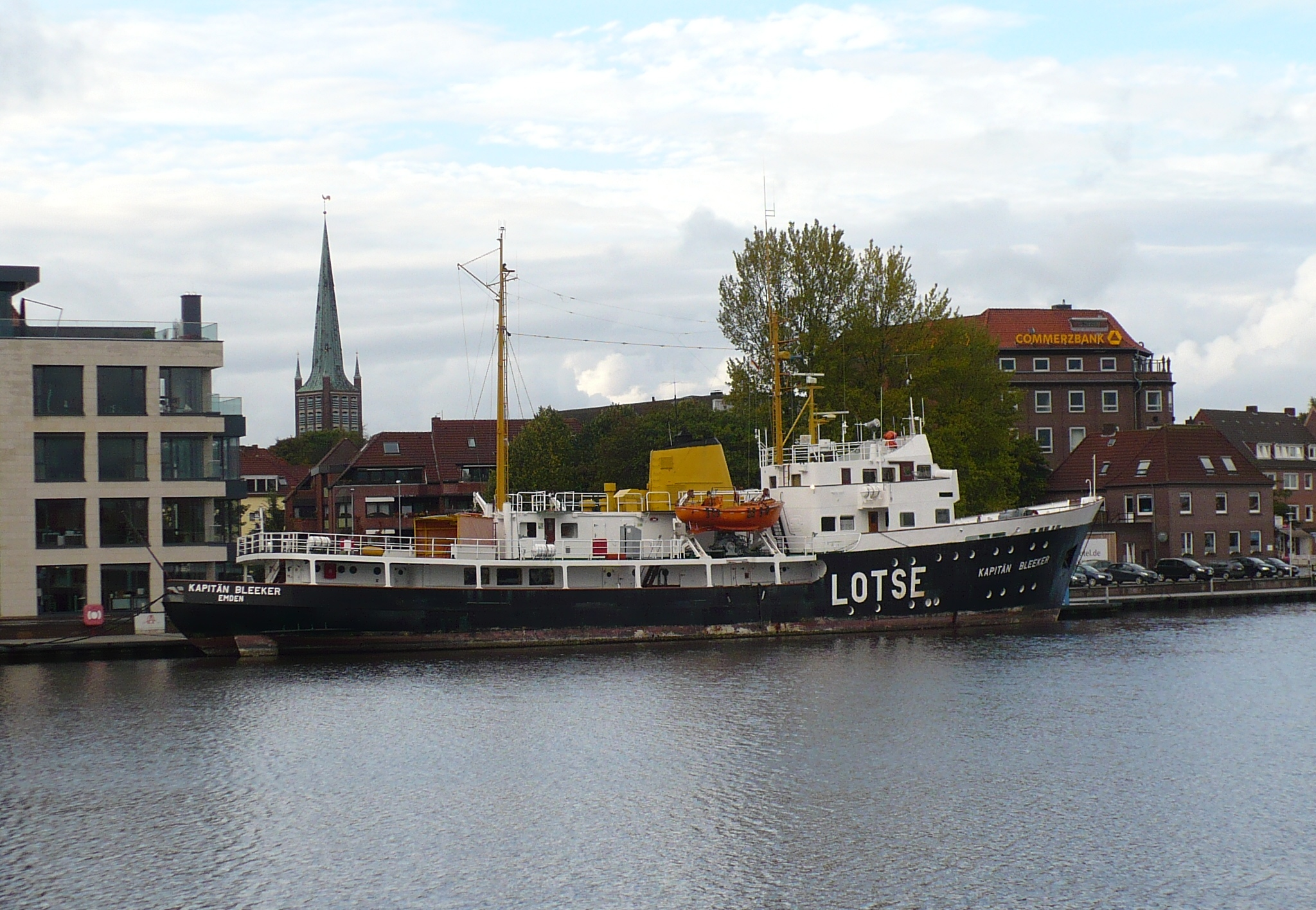
Ehem. Lotsenschiff Kapitän Bleeker

## Organisation
Die Lotsenbrüderschaft Emden untersteht der Aufsicht des Wasserstraßen- und Schifffahrtsverwaltung des Bundes und wird durch ihren Vorsitzenden, dem sogenannten Ältermann in der Bundeslotsenkammer vertreten.

### Mitglieder
Die Lotsenbrüderschaft Emden hat 39 freiberuflich tätige Mitglieder, die berechtigt sind, als Einzelpersonen in den Bundesverband der See- und Hafenlotsen (BSHL) einzutreten. In der Lotsenbrüderschaft sind neben den Seelotsen auch Hafenlotsen organisiert, die ihren Dienst in den Häfen von Emden, Leer und Papenburg versehen.

## Lotsenversetzsystem

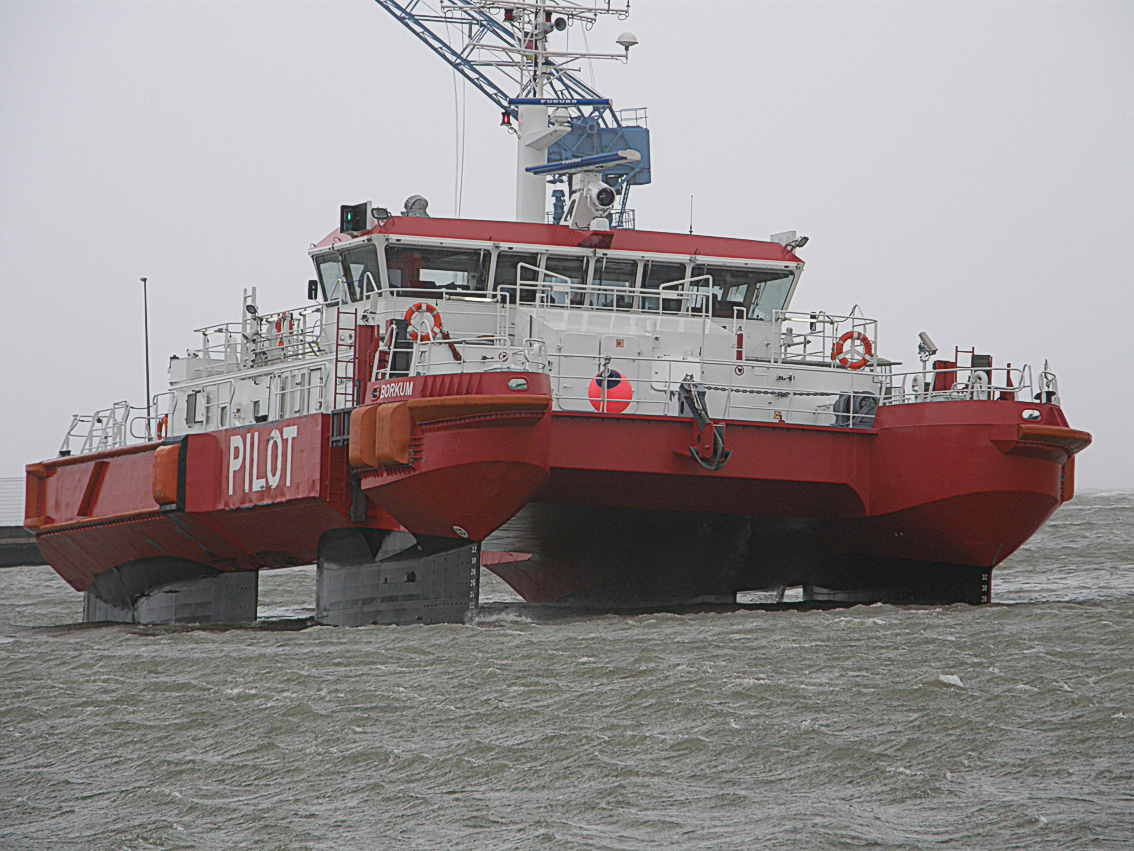
SWATH-Tender Borkum

Die Lotsen der Lotsenbrüderschaft Emden kommen von zwei Lotsenstationen aus zum Einsatz: einer auf Borkum und einer in Emden. Das Versetzsystem, also das Anbordbringen und das Abholen der Lotsen, wird durch insgesamt fünf Versetzboote gewährleistet, die durch den Lotsbetriebsverein e. V. eingesetzt und verwaltet werden. Bis zum Jahr 2012 setzte der Lotsbetriebsverein das Lotsenstationsschiff Kapitän Bleeker ein, das auf der Westerems, 17 Seemeilen nordwestlich von Borkum als schwimmende Lotsenstation diente. Die Lotsen wurden von hier aus mit Beibooten zu den Schiffen gebracht, auf denen sie tätig werden sollten. Die Kapitän Bleeker wurde nach 40-jährigem Einsatz am 21. September 2012 feierlich außer Dienst gestellt. Im Zuge der Änderung des Lotsenversetzsystems auf der Ems wurde in jenem Jahr eine Lotsenstation auf Borkum in einem ehemaligen Bundeswehrgebäude eingerichtet. Seither gewährleisten die drei in Frankreich gebauten Versetzboote Frya, Fresena und Burkana von hier aus die Versetzung der Lotsen. Auch der ehemals durch die Deutsche Marine eingesetzte SWATH Tender Borkum ist hier stationiert. Die Lotsenstation in Emden befindet sich am Außenhafen des Emder Hafens. Von hier aus ist ein Lotsenboot im Einsatz und eines in Reserve.

## Lotsrevier
Lotsen bezeichnen das Seegebiet, bzw. die Fahrtbereiche, in denen sie ihre Aufgaben wahrnehmen, als Revier. Das Lotsrevier der Lotsenbrüderschaft Emden umfasst neben dem Seegebiet bei Borkum und Juist vor der niedersächsischen Küste zudem die Ems, den Emder Hafen und Papenburg. Die Überführung der auf der Papenburger Meyer Werft gebauten Schiffe fällt somit ebenfalls in ihren Aufgabenbereich.

## Weblink
- Website der Lotsenbrüderschaft Emden